# Ivo Žďárek
Ivo Žďárek (* 6. November 1960 in Trutnov; † 20. September 2008 in Islamabad, Pakistan) war ein tschechischer Diplomat.

## Leben
Žďárek studierte am Staatlichen Institut für Internationale Beziehungen in Moskau, an der Karls-Universität in Prag, der Stanford University sowie der Tschechischen Diplomatenakademie. Er war danach mit diplomatischen Missionen in Tschechien und China betraut. Bis August 2008 war er Botschafter in Vietnam. Anschließend wurde er Botschafter in Pakistan.
Žďárek starb bei einem Terroranschlag eines Selbstmordattentäters im Marriott-Hotel in Islamabad, bei dem 53 Menschen getötet wurden. Er war verheiratet und hatte zwei Söhne.